# 't Smidje
 't Smidje is een Nederlandstalige single van de Belgische band Laïs uit 1998.
Het is een traditioneel nummer dat zijn oorsprong vindt in de Vlaamse middeleeuwse muziek. Dezelfde tekst werd eerder op muziek gezet door Miek en Roel & Roland in het nummer Wie wil horen. Het nummer verwierf onder meer bekendheid in Spanje en Polen, waar het bekendstaat als de Taniec Belgijski (Belgische dans). In 2008 vierde de Laïs-klassieker haar tienjarig verblijf in 100 op 1-lijst van Radio 1. Dat jaar stond het nummer op de 42e plaats, 11 plaatsen hoger dan een jaar eerder. In 2011 stond het nummer op plaats 65, in 2012 op 83.
Het tweede nummer op hun debuut-single was De wereld vergaat. Het liedje verscheen op het titelloze album uit 1998.
In 2020 maakte Trio Mandili uit Georgië een cover van 't Smidje.

## Meewerkende artiesten
- Producer:
  - Erwin Libbrecht
- Muzikanten:
  - Annelies Brosens (zang)
  - Bart De Cock (doedelzak, nyckelharpa)
  - Dirk Verhegge (elektrische gitaar)
  - Erwin Libbrecht (gitaar)
  - Hans Quaghebeur (accordeon, draailier, klavier)
  - Harlind Libbrecht (hakkebord, mandoline)
  - Jacques Vandevelde (harp)
  - Jorunn Bauweraerts (zang)
  - Mario Vermandel (basgitaar)
  - Nathalie Delcroix (zang)
  - Peter Libbrecht (viool)
  - Philippe Mobers (drums, percussie)